# Raid sur Symi (Opération Tenement)
Campagnes d'Afrique, du Moyen-Orient et de Méditerranée (1940-1945)
Batailles
1940
- Vado
- Siège de Malte
- Club Run
- Convoi Espero
- Mers el-Kébir
- Punta Stilo
- Cap Spada
- Hurry
- Cap Passero
- MB.8
- Tarente
- Détroit d'Otrante
- White
- Cap Teulada

1941
- Excess
- Convoi AN 14
- Grog
- Abstention
- Baie de La Sude
- Cap Matapan
- Îles Kerkennah
- Crète
- Galite
- Substance
- Halberd
- Convoi Duisburg
- Cap Bon
- Syrte (1941)
- Rade d'Alexandrie

1942
- Syrte (1942)
- Calendar
- Bowery
- Albumen
- Harpoon
- Vigorous
- Pedestal
- Agreement
- Torch
- Stoneage
- Sabordage de la flotte française à Toulon
- Portcullis
- Banc de Skerki
- Olterra (navire auxiliaire)
- Raid sur Alger

1943
- Zouara
- Convoi de Cigno
- Convoi de Campobasso
- Corkscrew
- Husky
- Gela
- Scylla
- Pietracorbara
- Dodécanèse
  - Rhodes
  - Leros
  - Kos
- Convoi KMF-25A

1944
- Ist
- Raid sur Santorin
- Raid sur Symi
- Port-Cros
- La Ciotat
- Île de Pag

1945
Mer Ligure
- Convois alliés
  - convois de Malte
- Campagne des U-boote
- Campagne adriatique

Le raid sur Symi, également connu sous le nom d'opération Tenement, a eu lieu du 13 au 15 juillet 1944 dans le cadre de la campagne de la Méditerranée durant la Seconde Guerre mondiale. L'action était une opération combinée menée par deux forces spéciales alliées, le Special Boat Service britannique et le Bataillon sacré grec, qui ont attaqué les garnisons allemandes et italiennes de l'île de Symi dans la mer Égée.
Au cours de cette action, les troupes allemandes et italiennes de l'île ont été débordées et les installations militaires et les navires allemands ont été détruits en quelques jours. Après avoir obtenu un succès total, les forces britanniques et grecques ont évacué l'île de Symi.

## Contexte
En septembre-octobre 1943, pendant la campagne du Dodécanèse, les allemands chassèrent les britanniques des îles du Dodécanèse tenues par l'Italie. Au cours de ces opérations, le 12 octobre 1943, l'île de Symi est occupée par les troupes allemandes. 
En avril 1943, le 1er SAS fut divisé en deux, avec 250 hommes du SAS et de la Small Scale Raiding Force formant le Special Boat Service (SBS) sous le commandement du major, le comte George Jellicoe. Ils ont déménagé à Haïfa et se sont entraînés avec le Bataillon sacré grec pour des opérations dans la mer Égée. Ils se sont cachés en Turquie (officiellement neutres, les turcs connaissaient et toléraient ces opérations) et utilisaient les petites îles au large comme bases.
La force affectée au raid sur Symi était de 100 hommes du SBS dirigés par le major Ian "Jock" Lapraik et 224 autres hommes du bataillon sacré grec entraînés et armés par les britanniques. Ils ont été divisés en trois groupes avec des objectifs à prendre, dont l'un était un château fortement défendu.

## Action

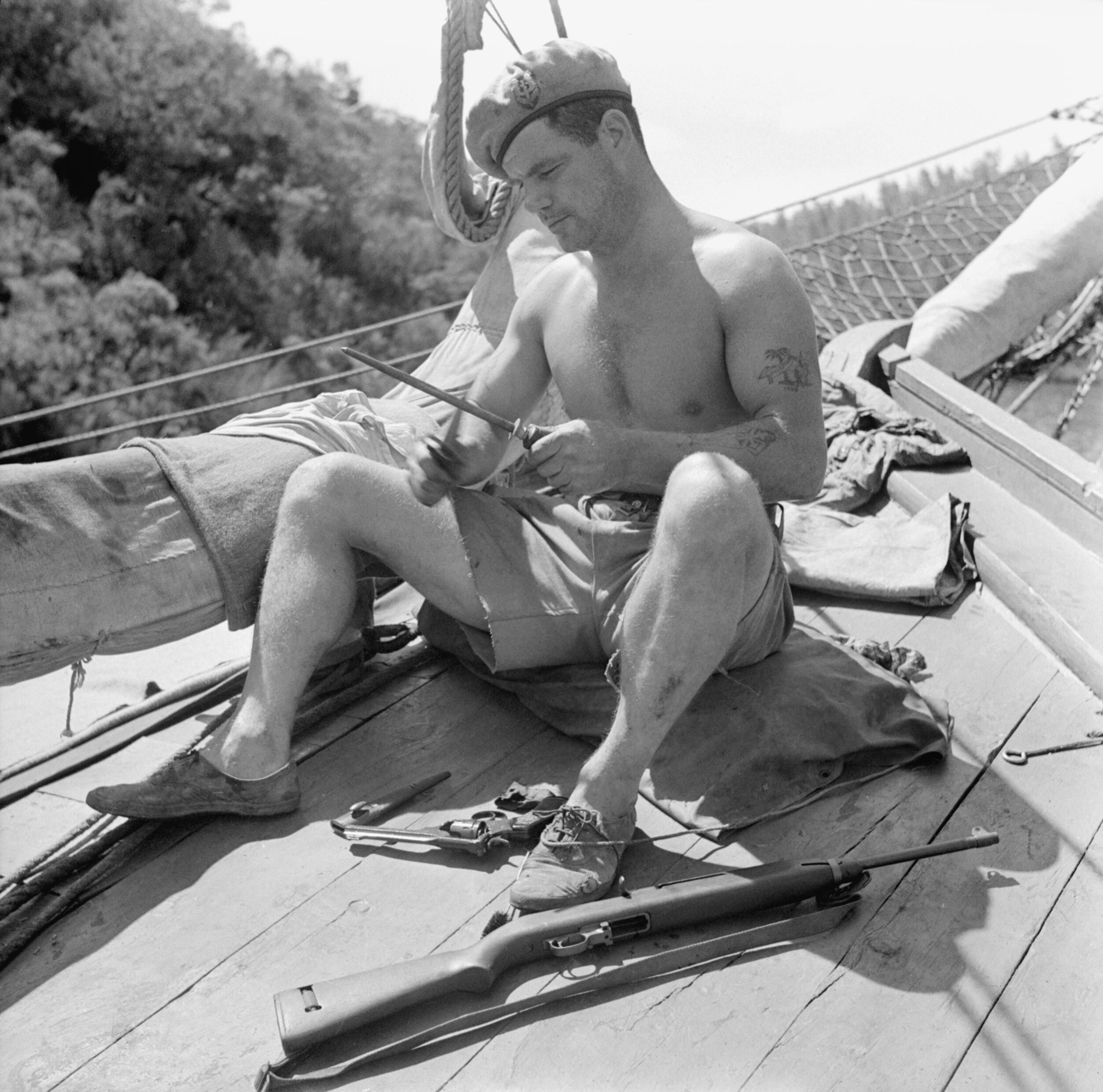
Un SBS durant le raid

Les forces britanniques et grecques sur dix Motor Launch et soutenues par des goélettes et des caïques ont débarqué sur l'île sans opposition et à l'aube, les trois groupes surplombant leurs cibles respectives. Au petit jour, l'attaque a commencé, d'abord sur les défenses du port avec des mortiers et des mitrailleuses, prenant la garnison allemande par surprise. Deux barges allemandes qui avaient suivi les bateaux britanniques, sont entrées dans le port et ont subi les tirs du commando puis ont été coulées.
L'autre objectif était le point culminant connu sous le nom de Molo Point : les hommes du SBS ont pris la colline sans beaucoup d'opposition mais ils ont été contre-attaqués par une force allemande se retirant de la ville principale. En montant la colline, les allemands ont rapidement rencontré des tirs d'armes légères et des grenades. Un peloton grec les a intercepté et ils se sont rendus. 
Le dernier objectif était le château juste au-dessus du port où le feu était concentré sur les remparts avec des mitrailleuses Vickers et des mortiers. En traversant un pont, les hommes du SBS se sont retrouvés coincés et ont dû y rester un moment sur place. Un officier allemand capturé et un lieutenant de la Royal Navy détaché auprès du SBS ont appelé le château à se rendre et après trois heures de combats supplémentaires, une unité de Carabinieri est sortie et s'est rendue. 

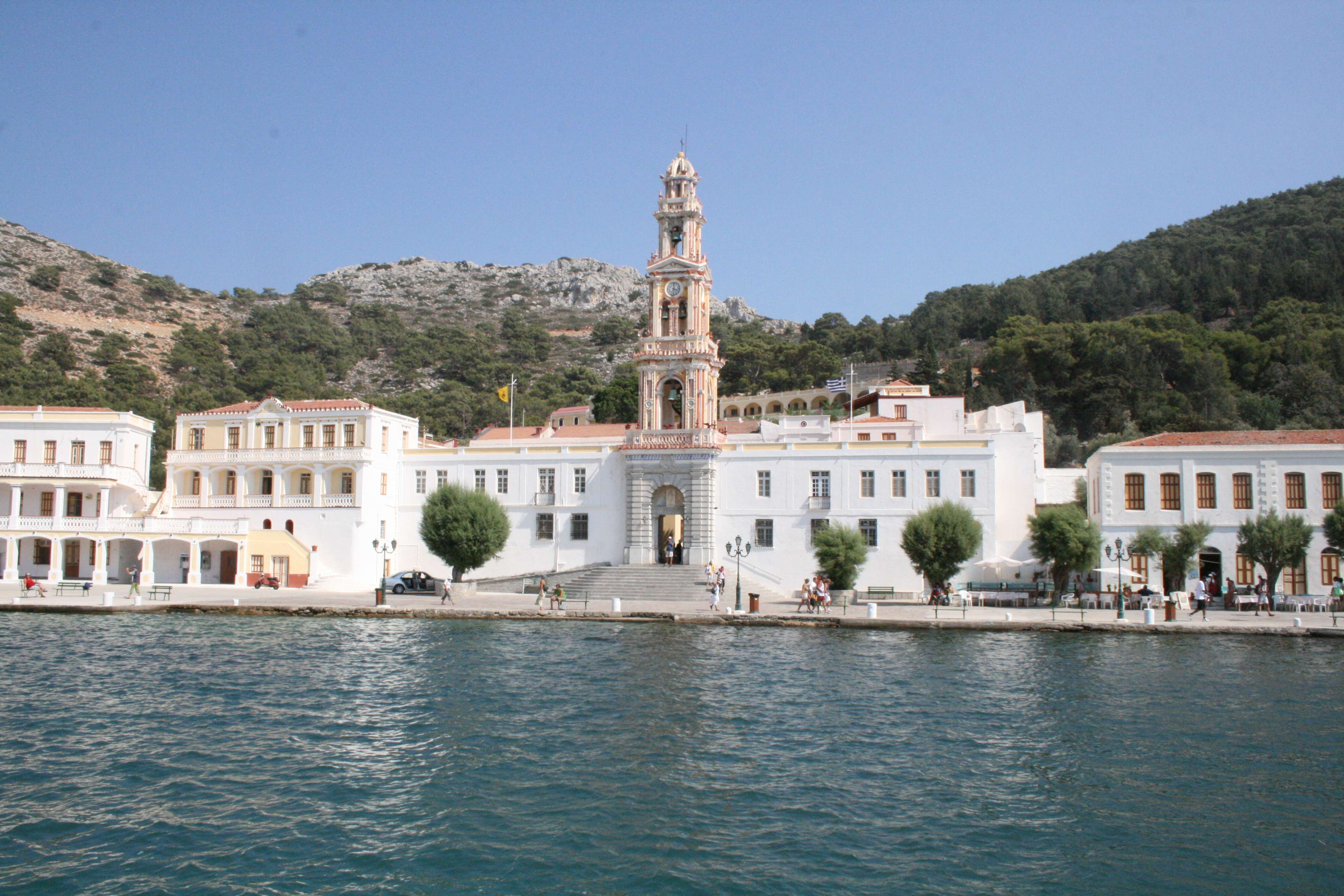
Monastère de Panormitis

Plus à l'intérieur des terres, la position allemande du monastère de Panormitis fut attaquée et les hommes chassés, qui ne se rendirent que lorsqu'ils arrivèrent sur un promontoire au bord de la mer. L'île a ainsi été sécurisée et un nettoyage a été effectué sur d'autres points de résistance sur l'île. 
Avec cette consolidation, le SBS a commencé à planter des charges de démolition sur des emplacements de canons, des munitions, des réserves de carburant et d'explosifs. Même le port n'a pas été épargné : au total dix-neuf caïques allemandes, certaines déplaçant 150 tonnes, ont été détruites. Pendant ce temps, la Luftwaffe a fait un certain nombre d'attaques sur l'île, mais sans grand effet. 
Avec tous les objectifs atteints, il fut décidé d'évacuer l'île et les grecs et le SBS se retirèrent avec le butin et les prisonniers. Une petite section de SBS est restée sur l'île jusqu'au dernier moment possible.  Deux schnellboot allemands ont tenté de débarquer mais le SBS a ouvert le feu, mettant le feu aux deux navires alors qu'ils essayaient de se retirer.

## Conséquences
L' Opération Tenement  a été un succès complet et a obtenu beaucoup plus de résultats qu'elle ne l'avait prévu. Du côté allemand, le raid les a forcés à mettre plus de troupes dans la région et en conséquence une garnison beaucoup plus grande a été replacée sur Symi. Ce raid fut le dernier de son genre dans la mer Égée pour le SBS et en conséquence le Bataillon sacré grec a repris son rôle de pillage dans la mer Égée car celui-ci était maintenant entièrement formé et politiquement fiable. 
En août 1944, le SBS rejoint le Long Range Desert Group pour d'autres opérations dans l'Adriatique, sur le Péloponnèse, en Albanie et, enfin, en Istrie. Ils étaient si efficaces que, en 1944, 200 à 300 SBS et des hommes du Bataillon sacré grec purent retenir l'avance de six divisions allemandes. 
À la fin de la Seconde Guerre mondiale, la reddition des forces allemandes dans la région aux alliés a eu lieu sur Symi et l'île a été soumise à deux ans d'occupation par eux. En 1948, Symi était finalement uni à la Grèce.